# Манро, Гейл
Гейл Ма́нро (англ. Gail Munro; род. 1968, Странраер, Дамфрис-энд-Галловей) — шотландская кёрлингистка и тренер по кёрлингу.
Играет на позиции четвёртого. Скип команды.

## Достижения
- Чемпионат Шотландии по кёрлингу среди женщин: золото (2008), серебро (2012).

## Команды
| Сезон   | Четвёртый  | Третий         | Второй             | Первый         | Запасной                              | Турниры                       |
| ------- | ---------- | -------------- | ------------------ | -------------- | ------------------------------------- | ----------------------------- |
| 2006—07 | Гейл Манро |                |                    |                |                                       |                               |
| 2007—08 | Гейл Манро | Линдси Уилсон  | Карен Эддисон      | Энн Лэрд       | Линн Кэмерон (ЧМ) тренер: Рона Мартин | ЧШЖ 2008 · ЧМ 2008 (10 место) |
| 2008—09 | Гейл Манро | Линдси Камминг | Debbie Torbert     | Fiona Hardie   |                                       |                               |
| 2009—10 | Гейл Манро | Линдси Камминг | Kerry Adams-Taylor | Alison Mathers |                                       |                               |
| 2010—11 | Гейл Манро | Линдси Камминг | Kerry Adams-Taylor | Alison Mathers |                                       |                               |
| 2010—11 | Гейл Манро | Линдси Камминг | Kerry Adams-Taylor | Sarah Ferguson |                                       | ЧШЖ 2011 (5 место)            |
| 2011—12 | Гейл Манро | Линдси Камминг | Katie Wright       | Jodie Milroy   |                                       | ЧШЖ 2012                      |
| 2012—13 | Гейл Манро | Линдси Камминг | Kerry Adams-Taylor | Jodie Milroy   |                                       | ЧШЖ 2013 (8 место)            |
| 2013—14 | Гейл Манро | Линдси Камминг | Kerry Adams-Taylor | Lorna McMillan | Linsey Alison Kirsty Cameron          | ЧШЖ 2014 (7 место)            |

(скипы выделены полужирным шрифтом)

## Результаты как тренера национальных сборных
| Год  | Турнир                                   | Сборная             | Место |
| ---- | ---------------------------------------- | ------------------- | ----- |
| 2004 | Тихоокеанский чемпионат по кёрлингу 2004 | Австралия (женщины) | 5     |

## Частная жизнь
Представитель семьи кёрлингистов: её дочь Робин Манро — шотландская и британская кёрлингистка, чемпионка Шотландии, серебряный призёр чемпионата мира среди смешанных команд, чемпионка зимней Универсиады 2025 (смешанные пары).